# Eddystone
För andra betydelser, se Eddystone (olika betydelser).

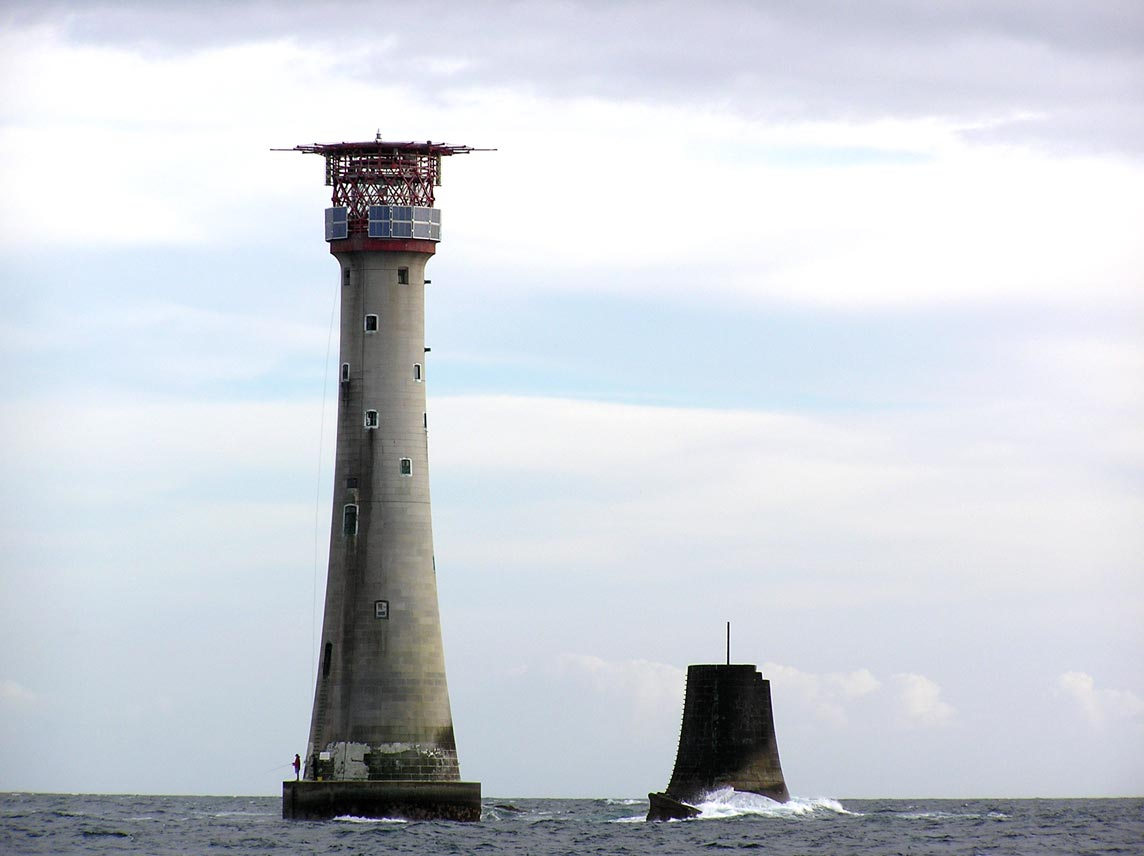
Eddystone Rock med fyren från 1882. Till höger finns grunden till fyren från 1759 (Smeaton's Tower).

Eddystone är en engelsk fyr placerad på Eddystone Rocks i västra delen av Engelska kanalen, 22 km sydsydväst om staden Plymouth. Eddystone Rocks är en överspolad klippgrupp, som förorsakat otaliga fartygshaverier. Fyren kallas även "the Stone". Kung Vilhelm III begärde att en markering skulle göras på klipporna för att höja säkerheten för sjöfarare, så år 1698 byggdes den första fyren. Den nuvarande fyren, den fjärde i ordningen, stod klar år 1882. Fyrtornet är 49 m högt. Företaget Aktiebolaget Sveriges förenade konservfabriker, grundat 1898 använde från start en stiliserad illustration av Eddystones fyrtorn som logotyp. Detta ledde senare till att företaget bytte namn till Fyrtornet.